# Адил'ял
Адил'я́л (рос. Адылъял, чув. Атăльял) — присілок у складі Чебоксарського району Чувашії, Росія. Входить до складу Вурман-Сюктерського сільського поселення.
Населення — 226 осіб (2010; 220 у 2002).
Національний склад:
- чуваші — 99 %